# Anchodelphax olenus
Anchodelphax olenus är en insektsart som beskrevs av Ronald Gordon Fennah 1965. Anchodelphax olenus ingår i släktet Anchodelphax och familjen sporrstritar. Inga underarter finns listade i Catalogue of Life.